# Sensibilisering
Sensibilisering innebär att utveckla känslighet för (något). 
Inom medicin (allergologi) menas processen som gör att kroppen utvecklar en (över)känslighet för något genom att bilda antikroppar, vilket kan leda till allergi. Antikroppar bildas hos en del människor när kroppen kommer i kontakt med ett allergen, i regel en protein, som kroppen borde tolerera/inte reagera på. Hos vissa personer kan antikropparna leda till en allergi, vilket innebär att nästa gång personen kommer i kontakt med ämnet frisätts histamin i till exempel näsa, hals, lungor och ögon vilket leder till typiska allergisymtom. Vissa personer som har en sensibilisering mot ett visst ämne får aldrig någon allergi och, i ovanligare fall, kan det uppstå en allergi utan att man kan påvisa någon sensibilisering mot ett ämne. 
Inom psykologin är sensibilisering effekten eller processen då man blir mer alert av ett stimuli för varje gång man utsätts för det. Motsats till habituering.
Inom metallurgi är detta ett välkänt fenomen där exempelvis austenitiska rostfria stål får kromfattiga områden på grund av för hög kolhalt och missgynnsam värmebehandling vid ca 550-850°C. Diffusionshastigheten är hög medan kolets löslighet är låg i temperaturintervallet vilket resulterar i att krom tas från korngränserna och binds i kromkarbider. Resultatet blir ett kromfattigt områden i korngränser med kraftigt sänkt korrosionsmotstånd som kan bli riktigt sprött.